# Kunszentmárton vasútállomás
Kunszentmárton vasútállomás egy Jász-Nagykun-Szolnok vármegyei vasútállomás, Kunszentmárton településen, a MÁV üzemeltetésében. A város északkeleti részén található, közúti elérését a 45-ös főútból kiágazó 44 301-es számú mellékút biztosítja.

## Vasútvonalak
Az állomást az alábbi vasútvonalak érintik:
- Tiszatenyő–Hódmezővásárhely–Makó-vasútvonal
- Kiskunfélegyháza–Kunszentmárton-vasútvonal

## Kapcsolódó állomások
A vasútállomáshoz az alábbi állomások vannak a legközelebb:
- Szelevény megállóhely
- Kungyalu megállóhely
- Nagytőke vasútállomás

## Forgalom
| Járat        | Útvonal | Gyakoriság               |
| ------------ | --- | ------------------------ |
| személyvonat | Kiskunfélegyháza – Petőfiváros – Kismindszenti út – Borsihalom – Tiszaalpár alsó – Tiszaalpár – Tiszaalpár felső – Tőserdő – Árpádszállás – Lakitelek – Tiszaug-Tiszahídfő – Tiszaug – Tiszasas – Csépa – Szelevény – Kunszentmárton – Nagytőke – Szentes | Napi 2-3 pár             |
| személyvonat | Szolnok – Szajol – Tiszatenyő – Kengyel – Bagimajor – Martfű – Tiszaföldvár – Homok – Kungyalu – Kunszentmárton – Nagytőke – (Kistőke –) Hékéd – Szentes                                                                                                  | 2 óránként               |
| személyvonat | Szentes → Hékéd → Nagytőke → Kunszentmárton → Kungyalu → Homok → Tiszaföldvár → Martfű → Bagimajor → Kengyel → Tiszatenyő → Szajol → Szolnok → Cegléd → Kőbánya-Kispest → Zugló → Budapest-Nyugati                                                        | Vasárnap 1 Budapest felé |